# Ellobius tancrei
Ellobius tancrei és una espècie de mamífer rosegador de la família dels cricètids. Viu al Kazakhstan, Mongòlia, Rússia, el Turkmenistan, l'Uzbekistan i la Xina. Es tracta d'un animal excavador que s'alimenta de les parts subterrànies de les plantes. Els seus hàbitats naturals són les estepes, els semideserts, els deserts i els herbassars. Està amenaçat per les sequeres i l'esgotament dels recursos hídrics.
L'espècie fou anomenada en honor de l'ornitòleg alemany Rudolf Tancré.